# Николо Венијер
Николо Венијер (итал. Nicolò Venier; 1483– 1530) био је господар Пароса.

## Биографија
Николо је био син Звана Франческа Венијера и његове жене Фјоренце Сомарипе. Брат му је био Себастијано Венијер, млетачки дужд.Николо се 1507. године оженио Зантаном, с којом је имао сина Андреу Венијера. Његова ванбрачна ћерка Сесилија Венијер Бафо, коју је добио са Виолантом Бафо, постала је султанија Нурбану, супруга султана Селима II и мајка султана Мурата III. За време Муратове владавине и после Селимове смрти, Нурбану је била на позицији Валиде султаније.